# Tendresse et Passion
Tendresse et Passion est une série télévisée française en 300 épisodes de 26 minutes, créée par Philippe  Amar et Philippe Mari, produite par Les Nouvelles Productions et diffusée à partir du 27 février 1989 sur La Cinq.

## Distribution
- Pascale Roberts : Madeleine Ricoeur
- Jean-François Poron : Alain Ricoeur
- Antoine Herbez : Jérôme Ricoeur
- François Siener : Vincent d'Arcourt
- Annie Jouzier : Emma Deligny
- Marie-Hélène Viau : Florence Deligny
- Marie Collins : Irène Vogel
- María Blanco : Stéphanie Cassagne
- Hélène Oddos : Josette Perez
- Laure Moutoussamy : Félicité Paradis
- Pierre-Octave Arrighi : Mario Ferrera
- Véronique Toussaint : Corinne
- Michel Herbault : André d'Arcourt
- Catherine Cyler : Martine Chevalier

## Parodie
- Une parodie de la série a été réalisée dans La Télé des Inconnus sous le titre de Maîtresses et Patients.

## Chanson du générique
Intitulée Tendresse et Passion, la chanson a été interprétée par Bibie sur une mélodie composée par Michel Cywie, paru en 1989.

## Commentaires
En 1990, un androïde du nom de Charlie fait son entrée dans la série.